# Beleña
Beleña è un comune spagnolo di 147 abitanti situato nella comunità autonoma di Castiglia e León.